# Rubiconia
Rubiconia is een geslacht van wantsen uit de familie schildwantsen (Pentatomidae). Het geslacht werd voor het eerst wetenschappelijk beschreven door Dohrn in 1860.

## Soorten
Het genus bevat de volgende soorten:

- Rubiconia intermedia (Wolff, 1811)
- Rubiconia peltata Jakovlev, 1890